# Nagy póling

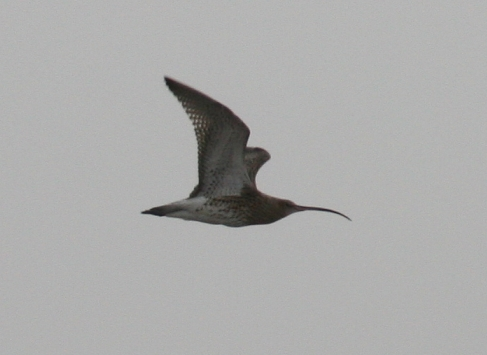
Repülés közben

A nagy póling, gojzer vagy szélkiáltó (Numenius arquata) a madarak osztályának lilealakúak (Charadriiformes) rendjébe, ezen belül a szalonkafélék (Scolopacidae) családjába tartozó faj.

## Előfordulása
Európában és Ázsiában költ, ősszel délre vonul, eljut Afrikába is. Mindig víz közelében található, mocsaraknál, sekély vízű tavaknál, réteken és legelőkön él.

## Alfajai
- Numenius arquata arquata
- Numenius arquata orientalis
- Numenius arquata suschkini

## Megjelenése
Testhossza 50–60 centiméter, szárnyfesztávolsága 80–100 centiméteres, testtömege pedig 540–1300 gramm. A tojó nagyobb és testesebb, mint a hím. A tojó csőre hosszabb, a hímé hajlottabb.

## Életmódja
Férgekkel, rovarokkal, csigákkal és békákkal táplálkozik, de megeszi a bogyókat és magvakat is.

## Szaporodása
A földre rakja növényi anyagokból készített fészkét. Fészekalja 3-6 barna foltos, piszkoszöld tojásból áll. A szülők felváltva kotlanak 29 napig. A kikelt fiókák csőre még rövid és egyenes, 70-80 nap múlva éri el a végleges méretét és görbületét.
|  |

## Kárpát-medencei előfordulása
Rendszeres fészkelő, februártól novemberig tartózkodik a fészkelőhelyén.

## Védettsége
Magyarországon fokozottan védett, természetvédelmi értéke 500 000 forint.